# タイプライター

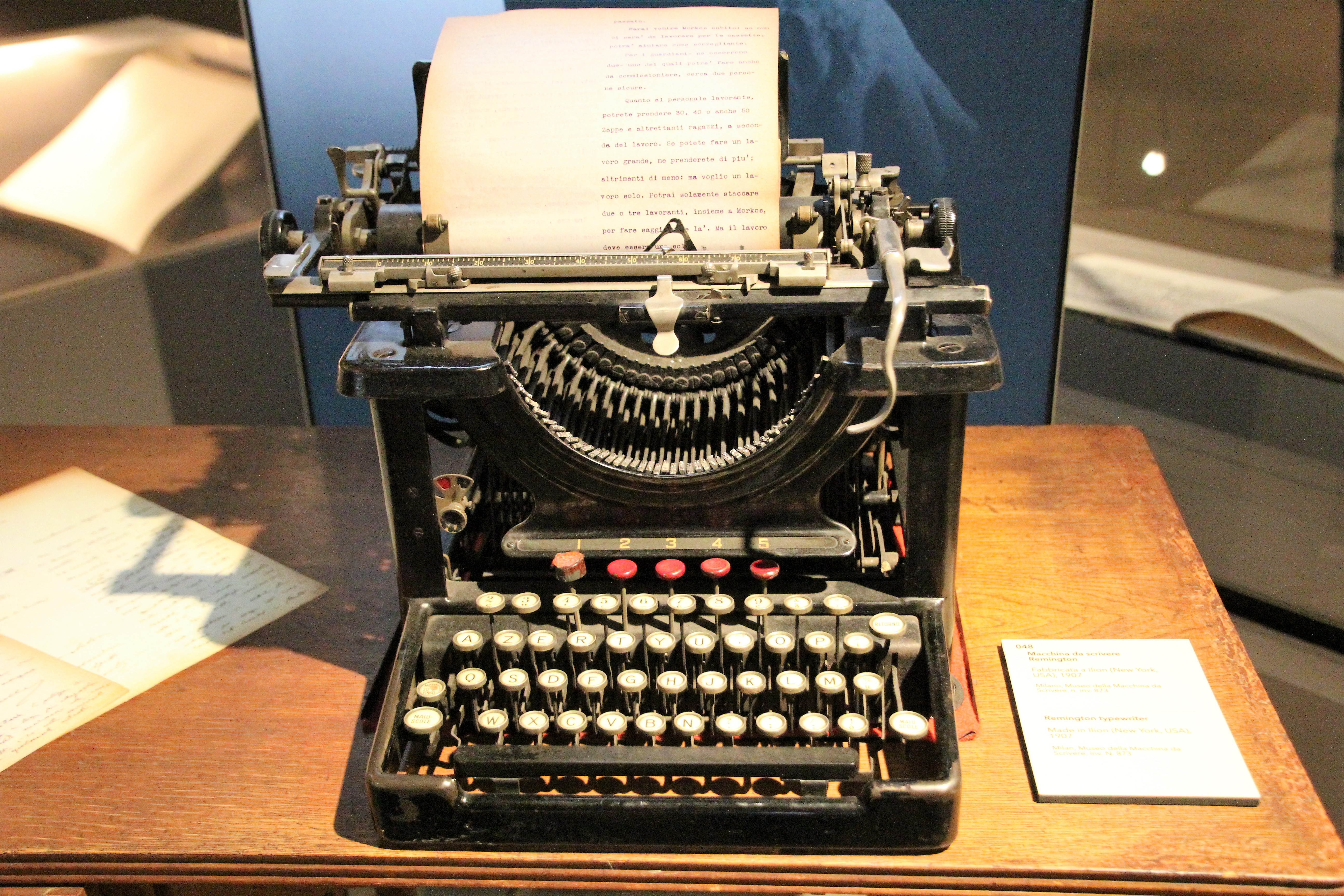
米国、レミントン社（E. Remington and Sons）のタイプライター（1907年）

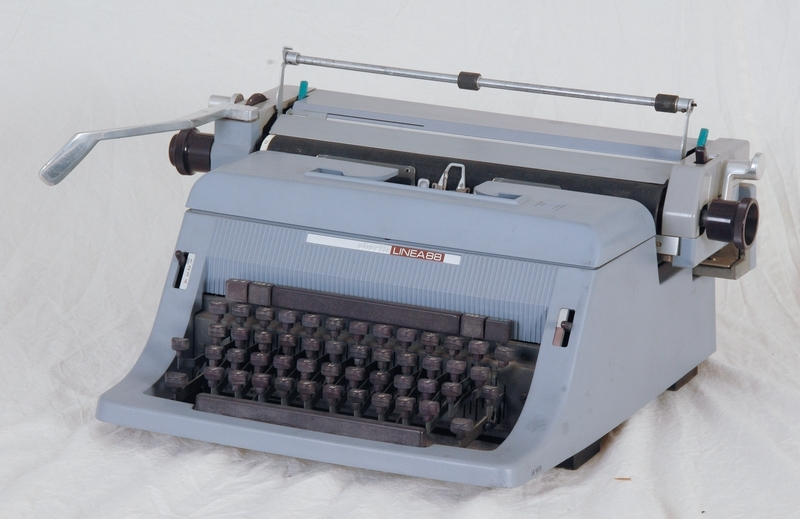
イタリア、オリベッティ社のLINEA 88（1965年）

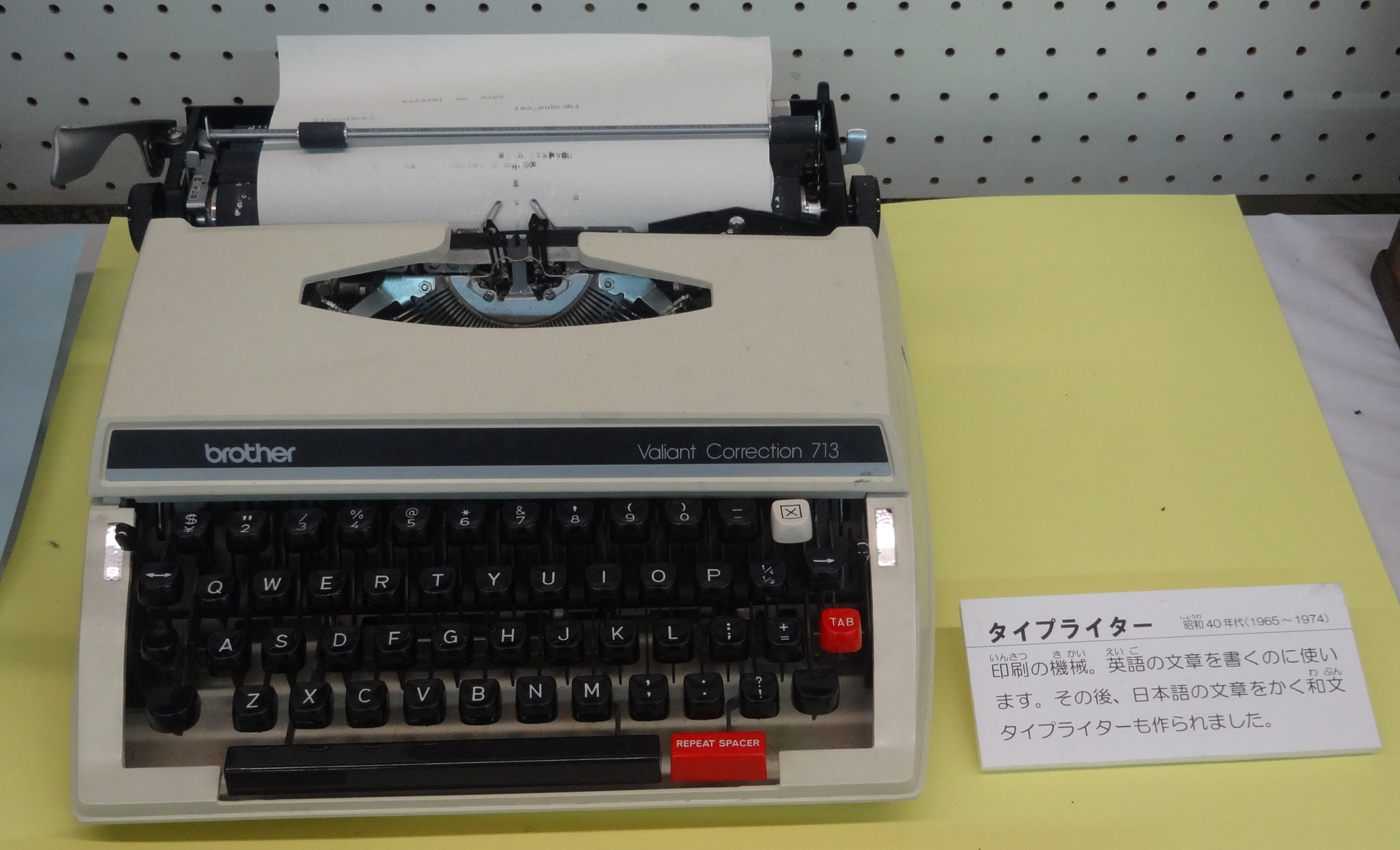
日本のブラザー（工業）の タイプライタ（1965年～1974年）

タイプライター（英語: typewriter）とは、文字盤を打鍵することで活字を紙に打ち付け、文字を印字する機械。筆記業務の高速化、各種原稿の清書といった目的で使用され、カーボン紙を挟んで複数枚の紙に同時に印字することで文書の複写もできたことから、会社での事務や個人の文章作成など
幅広く使われた。
装置内部に打鍵した文字列が記録され、印字前に修正可能なものはワードプロセッサーとも呼ばれるが、区分は曖昧である。

## 概要
タイプライターが普及する以前は、語り手が口述し、書記や秘書などが聞き取って文字にし、さらに後から清書した。活字で本をつくる場合は、職人が活版を作成する必要があり、相当な費用がかかった。また会議の議事録などは通常の筆記速度で間に合わないため、欧米では数々の速記法が考案され、書記や秘書とは別に速記者が独立した職業として確立していた。
個人で使用できるタイプライターが登場すると、著者自身で活字による文章を作成できるようになった。また速記法を習得しなくても口述をかなりの速度で記述できるようになった。
欧文圏（英語圏、フランス語圏、スペイン語圏 等々）のタイプライターではタッチタイピングが比較的容易にできるので、視覚障害者が文章を書く上で強力な助けにもなった。
録音機が普及すると、録音した音を聞きながらタイプするテープ起こしも可能となった。これにより口述とタイプを同時に行う必要がなくなり、外注も出来るなど自由度が増した。これを専門とするオーディオタイピストという職も登場した。

### タイピスト
タイプライターが普及するとタイプライターで清書を作成するタイピスト (typist) と呼ばれる職業が誕生した。
小規模の事務所や会社ではしばしば秘書がタイピストを兼任したが、需要の増大に伴い専業のタイピストを養成する学校も登場した。20世紀中頃にはタイピストは秘書や交換手同様に女性の代表的な職業となり、女性の社会進出に貢献した。
特に秘書がタイプライターを扱えればタイピストを別に雇用する必要がなくなるため、人々や組織は秘書にタイピング能力を求めるようになり、タイピング速度の速さが選考基準のひとつとなり、経歴書に「...words / minute（毎分...語）」などと書かれるようになったり、秘書の面接試験で実際に口述筆記をさせてタイピング速度を直接確認するということが行われるようになった。
個人で使用できるタイプライターが登場した後も、タイピングの速度や正確さではタイピストに劣るため、タイピストの需要は多かった。

### 種類
動作方式としては、「手動式」に加えて「電動式」が登場し、さらに（20世紀後半に）エレクトロニクス技術が進歩したことでメモリ（記憶装置）を内蔵した「電子式」も加わった。
持ち運び可能なケース付きや速記専用（ステノタイプ）など様々なタイプライターが開発された。

## 種類・分類

### 手動式タイプライター

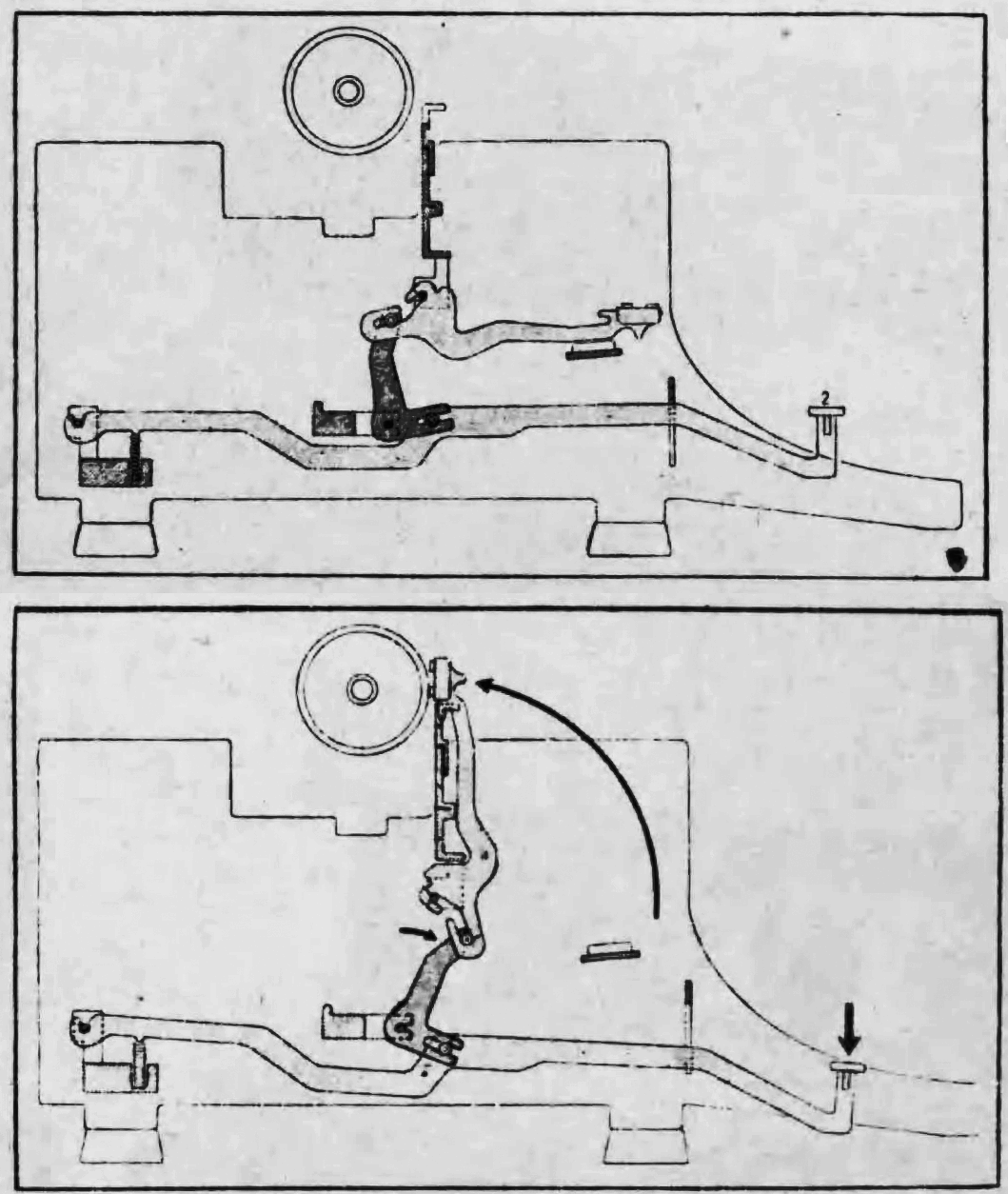
タイプライターの基本動作

アーム（またはハンマー、タイプバー）と呼ばれる、先端部に活字が付いている部品が、機構を介してキーに直結している。印字したい用紙を、ローラーにセットする。任意のキーを押下すると、梃子の原理でアームの先の部分が、インクリボンと呼ばれるインクを染み込ませた帯の上から、ローラーに固定された紙を瞬間的に叩きつける。その際、アームの先端についている活字の形でインクが紙に染み込むため、結果的に印字が成される。押下したキーから指を離すと、アームが元の位置に戻るのと同時に、紙をセットしているローラー部分が活字1文字ぶん左にずれる。このため、いわゆる「キータッチ」はコンピュータのキーボードに比べると、大変重い。
これを繰り返し、印字部分がある程度右側に近づくと改行を促す意味でベルが鳴り、利用者に知らせる仕組みになっている。打鍵したい単語が右側部分に収まりそうにないと判断した場合は、ローラー部分に付いている改行レバーを掴んで印字位置を左側まで戻してやる。これを繰り返す事で、用紙を文字で埋めていく。
アームの先端には、2種類の活字が刻印されている。大文字と小文字・あるいは数字と記号（引用符や感嘆符など）が刻まれているが、これらの印字の切替はシフトキーを押下しながらタイプすることで実現する。

### 電動式・電子式タイプライター
| IBMのタイプボール。 |  | デイジーホイール先端に活字が植えられている。 |
| IBMのタイプボール。 |  | デイジーホイール先端に活字が植えられている。 |

アーム絡みを避けるために、一定のタイムラグを持って活字を打つようにする機構が工夫された。やがて活字の打刻機構も工夫されることになり、IBMは1961年に発表したセレクトリックにゴルフボール様の部品の表面に活字が刻印されている「タイプボール」を搭載し、1978年には「デイジーホイール」が開発され、その後の打刻機構の主流となる。改行や紙送り、打刻などの主要動作も手動から電動に置き換えられるようになっていった（電動タイプライター）。
1970年代ごろから、電動タイプライターの諸機能に加えて、本体にバッファメモリを備えるものが現れた。これにより文字のセンタリング、アンダーライン、デシマルタブ（数字の位置揃え）などが容易に行えるようになった。これを電子タイプライターと称する。なお電子式では、改行動作はレバーではなく、改行キーを押下することで行う。欧文電子タイプライターはのちに「欧文ワードプロセッサ」へと発展していく。
電子タイプライターの電子制御機構はのちに、コンピュータの入力機器として応用され、従来のパンチカードや紙テープを駆逐して、主要な入力機器となっていく（→キーボード）。

### 言語種ごとのタイプライター
欧文用タイプライター（印欧語用タイプライター）はおおむね似たようなメカニズムで実現されているが、特殊なアクセント記号や特殊記号が印字できなければならないため、言語ごとにキーボードの配列および活字は異なっている。
英文タイプライター

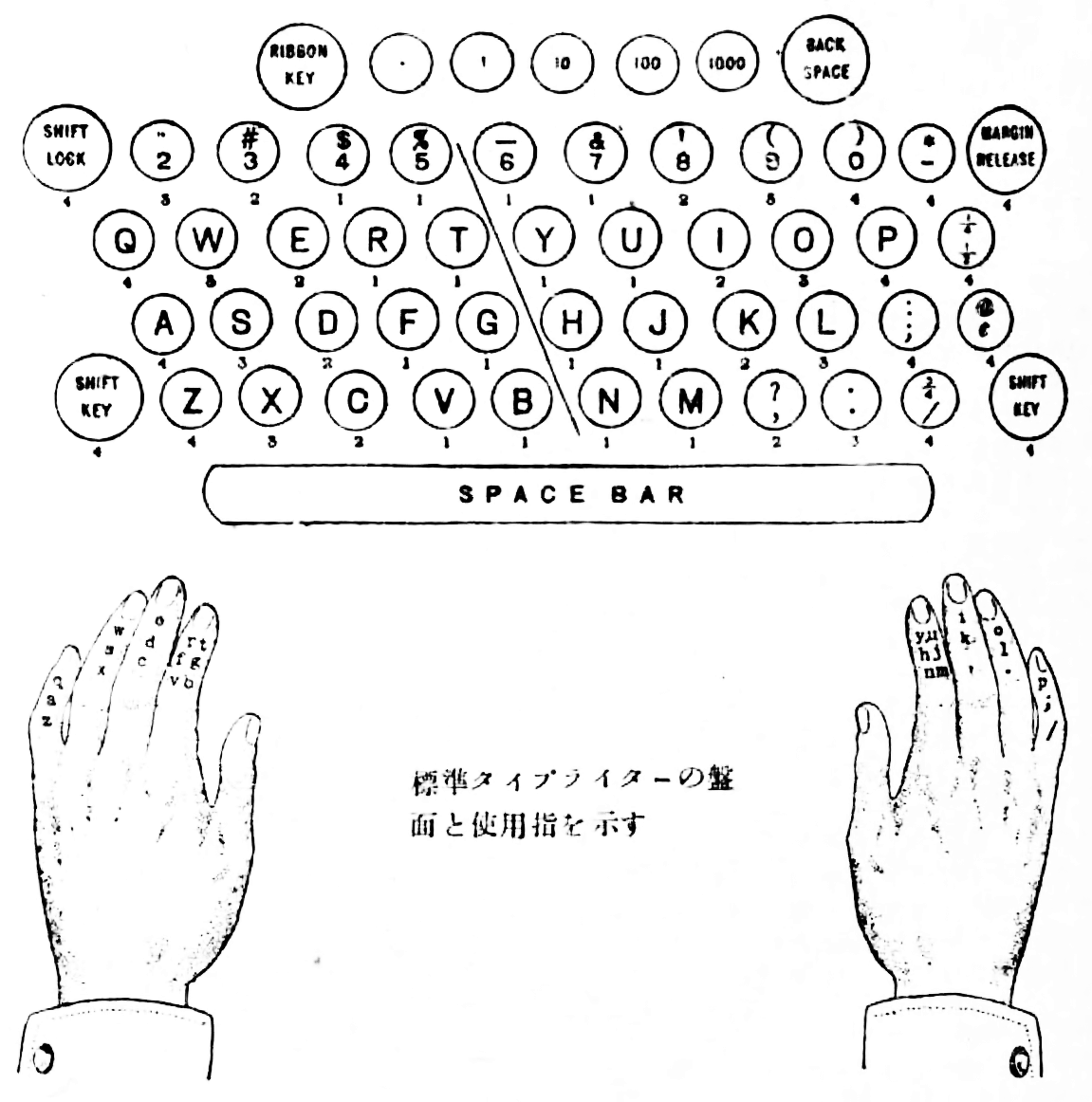
標準タイプライターの盤面と使用指を示す

- 英文タイプのキーの文字配列は前後4列、左右12字程度。一番手前にスペースバーが横長に取り付けられていた。今日のコンピュータのキーボードに採用されている、いわゆるQWERTY配列とほぼ同じである。誤字を消すには、修正液を塗るか、訂正用紙をはさんで同じ活字を上からもう一度打ち込むなどする必要があった。
- 数字の1は小文字のLで代用され、キーの数を削減している。
- デスクに常置して使う大振りのものと、小ぶりでケースに入れて持ち運びできるポータブルタイプがあった。
- 紙を二重に重ねて、その間にカーボン紙を挟めば、奥の方の紙はカーボンコピーとなる。

和文タイプライター
日本語は文字の数（種）が桁違いに多く、カタカナのみを印字するだけでも、すでに印欧語のアルファベットと比べて文字の数は多くなる。さらに漢字まで打てるタイプになると数千種類の文字を印字する必要があり、欧文のタイプライターとは全く異なったメカニズムとなっている。

## 歴史

### 初期の発明・改良

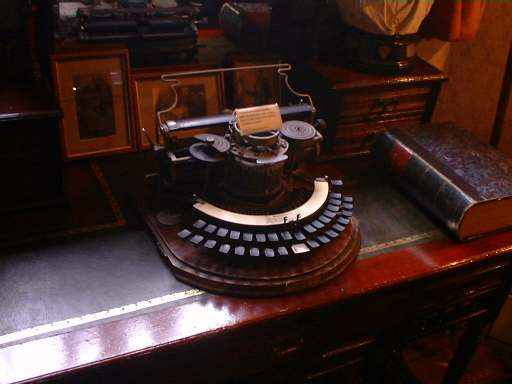
初期のタイプライター（19世紀末）
シャーロック・ホームズ博物館所蔵

タイプライターは1人の人間が発明したわけではない。自動車、電話、電信などと同様、多くの人間が発明や改良に関わり、結果として経済的に成り立つ装置が生まれた。実際、ある歴史家はタイプライターはおおよそ52回発明し直され、少しずつ使えるものになってきたとしている。
1714年、イギリスのヘンリー・ミルはタイプライターのような機械について特許を取得しているが、詳細は不明である。他の初期のタイプライター開発者としては、カーボン紙を発明した イタリア人ペッレグリーノ・トゥリなどがいる。これら初期の機械は、文字を書けない人々のために考案された。
1829年、ウィリアム・オースチン・バートが特許を取得した「Typographer」と呼ばれる機械も、他の数多くの初期の機械と同様、「世界初」のタイプライターとされている。ロンドンのサイエンス・ミュージアムでは、「タイプライターの機構として、文書が残っている発明として世界初」であるされるが、そういう意味ではトゥリの発明も文書が残っているし、バートよりも古い。発明者自身が使っても、その機械は手書きより遅かった。バートと支援者の John D. Sheldon は特許を買い取ってくれる人を見つけられず、バートのタイプライターが発売されることはなかった。その機械はキーではなくダイヤルで文字を選んでいたため、「キーボード・タイプライター」ではなく「インデックス・タイプライター」と呼ばれた。
19世紀中ごろ、ビジネスの通信文書が増えてきたころから、文章を書くプロセスを機械化する需要が高まってきた。速記や電信では1分間に130語程度を書き記すことができるが、普通にペンを使って文章を書くと1分間に30語程度が限界であった（1853年の記録）。
1829年から1870年にかけて、印刷機械やタイピング機械でいくつも特許取得されているが、いずれも商業的な生産には結びつかなかった。
チャールズ・サーバーは、1843年に盲人のためのタイプライター、1845年には書工のためのタイプライターの特許を取得した。1855年、イタリアのジュゼッペ・ラヴィッツァは Cembalo scrivano o macchina da scrivere a tasti （筆記チェンバロもしくはキー式筆記機械）と呼ばれるタイプライターの原型を開発した。使用者がタイプした文字をその場で見ることができる点が目新しかった。1861年、ブラジルの神父フランシスコ・ジョアン・ジ・アゼベドは、木やナイフといった手近の材料や道具で自分用のタイプライターを作った。同年、ブラジル皇帝ペドロ1世は、この発明を称えて金メダルを授与した。ブラジルでは、フランシスコ・ジョアン・ジ・アゼベドがタイプライターの発明者とされており、そのことがこれまでも論争の種となってきた。1865年、アメリカのジョン・プラットが Pterotype という機械を造り、それが1867年のサイエンティフィック・アメリカン誌に掲載され、他の発明家を刺激した。1864年から1867年の間に、南ティロル（当時はオーストリアの一部）出身の大工ピーター・ミッターホーファー がいくつかのタイプライターを作り、1867年に作ったものは完全に動作した。

### 商業生産された初のタイプライター

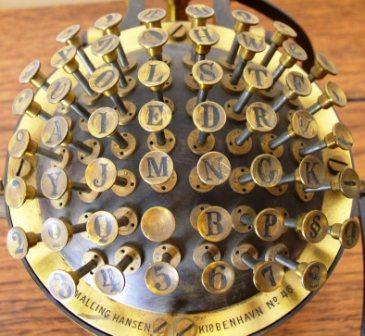
ハンセンのライティングボール

1865年、デンマークのラスムス・マリング＝ハンセンがハンセン・ライティングボールと呼ばれるものを発明した。これが1870年に製品として商業生産され、タイプライターとして初めて販売された。これはヨーロッパでは成功を収め、ロンドンのオフィスなどで20世紀初めごろまで使われていた。
一部の機種では、紙を置いた台を改行の際に戻す動作（キャリッジ・リターン、復帰）をソレノイドを使って実現していた。このため、彼を「電動式」タイプライターの発明者とすることもある。マリング＝ハンセンの娘が書いた本 Hvem er Skrivekuglens Op finder? によれば、1865年、キーボード部分を陶製にした試作機でキーの配置を変えることでより早く書けることを発見した。
ライティングボールは、半球の上にいくつもピストン状のものがあってそこに文字が書いてあり、それを押し込むと反対側にある紙にその文字を印字するようになっていた。この機構と、指の配置を考慮して文字を配置することで最高速度で文章をタイプできるようになり、それによって手書きよりも高速に書ける最初のタイプライターとなった。
マリング＝ハンセンは1870年代から1880年代に開発を続け数多くの改良を行ったが、基本的な機構はそのままであった。1870年の最初の機種では、紙は木製の箱の中の円筒に装着されていた。1874年の機種では円筒の代わりにキャリッジが使われるようになった。1875年の機種は初めて電気がなくても使えるものとなった。マリング＝ハンセンは1873年のウィーン万博と1878年のパリ万博に出品し、どちらでも賞を受賞している。

### 商業的に成功を収めた最初のタイプライター
商業的に成功を収めた最初のタイプライターは、ミルウォーキーのクリストファー・レイサム・ショールズが1868年6月23日に特許を取得したものである。しかし、ショールズ自身はこの機械が気に入らず、推奨することさえ拒否している。その特許（79,265号）は Densmore and Yost が1万2000ドルで買い取り、E・レミントン・アンド・サンズ（当時はミシン製造で知られていた）に製造を依頼し、Sholes and Glidden Type-Writer として発売した。"typewriter" という用語はこのとき初めて生まれた。レミントンのタイプライター生産は1873年3月1日に開始された。キー配列はQWERTYであり、それがこの機械が商業的に成功した原因であった。そして、QWERTY配列は他の業者にも徐々に採用されていった。
このタイプライターは水平な紙に対して下から上にタイプアームが打ち付けて印字するようになっていたため、使用者からは印字された文字を確認できなかった。初期のキーボード・タイプライターでは印字したものが見えないという問題がよくあり、キャリッジ・リターンで紙がスクロールされて初めて印字した行が見えるようになっていた。このような配置にしないと打った後のタイプアームが元の位置に戻ることを保証できなかったためである。その後、巧妙な機械設計によって印字した文字が即座に見えるようなタイプライターが登場し、"visible typewriters" と呼ばれた。例えば1895年のオリベッティ製のタイプライターなどがある。印字が見えない古い形のタイプライターは1915年ごろまで生産されていた。

### 標準化

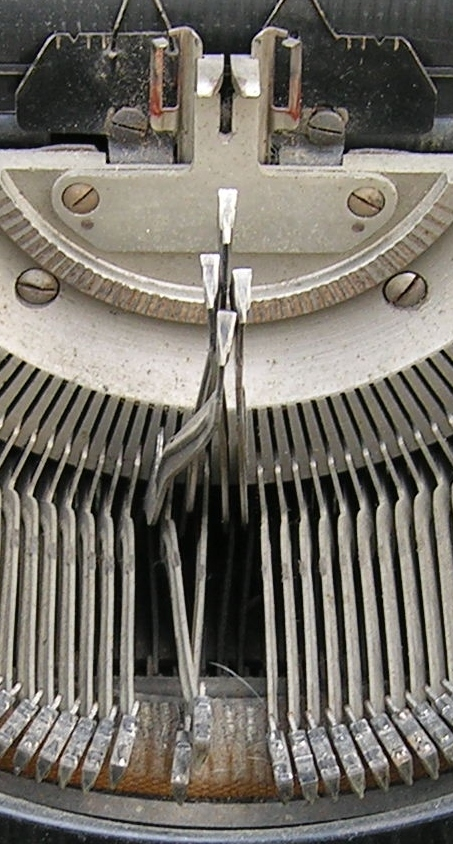
6つのキーを同時に押下したために、タイプアームが絡んでしまった状態

1910年までに、手動または機械式のタイプライターの設計は一種の標準化された状態に至った。製造業者によって細かい差異はあるものの、各キーにアームがつながっていて、その先端に活字部分があるという基本構造はほとんどのタイプライターで同じである。正確な位置に文字を印字するため、アームはインクリボンに向かうまでその動く方向を誘導される。キーを強く打つと、円筒状のプラテンの前に張られたインクリボン（帯状の織物にインクを染み込ませたもの）に対応するアームが当たる。紙はプラテンの周りに巻きつけてあり、「キャリッジ・リターン」バーを操作することで次の行の位置に回転し、行の先頭位置に印字できる位置に設定される。
シフトキーの発明は重要である。このキーには、アーム群を保持しているバスケットを動かすことで物理的にアームが打ち付ける位置をシフトさせる「バスケットシフト」式と、キャリッジ側を動かすようにする「キャリッジシフト」式があった。アームの先端に2種類の活字（通常、大文字と小文字）があって、シフトキーによって異なる文字が印字できるため、キーの数を半分にできる。シフトキーの発明によってタイプライターの機構が簡略化され、製造コストが劇的に低減され、タイピストの操作も単純化された。この双方の要因によって、シフトキーはすぐさま各社に採用されていった。一部機種ではダブルシフト方式が採用され、各キーに3種類の文字を対応させることができた。
シフトキーは通常のキーよりも動かす機構が大きく押下するのに強い力を必要としたが、キーボードの外側にあるため、力が入りづらい小指でシフトキーを押下し、シフトキーを押しながら3つも4つも文字を打つのは至難の業であった。そこで「シフトロック」キー（現代で言えばCapsLockキー）が考案された。CapsLockとは異なり、シフトロックは2つのキーで行う。シフトキーを押下しつつシフトロックキーを押下すると、単純なロック機構が作用してシフト状態がロックされる。アンロックするには、シフトキーのみを押下する。
20世紀初頭、"Noiseless"と名付けられたタイプライターが登場した。これは Wellington Parker Kidder が開発し、最初の機種は1917年に Noiseless Typewriter Company が発売した。その後に契約が結ばれ、1924年にはレミントン、1929年にはアンダーウッドが同様の機種を発売している。しかし、消費者はタイプライターの騒々しい音が好きであったらしく、この系統のタイプライターは成功しなかった。
通常のタイプライターでは、アームはインクリボンと紙に衝突することで減速する。"Noiseless" タイプライターは複雑な機構でアームを減速させてからインクリボンと紙に若干遅い速度で押し付ける。こうすることでタイプライターの騒音の高周波成分は確かに低減されたが、逆に低周波成分が強調される結果となり、広告にあるように「あなたのデスクから数フィートの場所で使っても、何も聞こえない」ということはあり得なかった。

### 電動式
電動タイプライターが広く使われるようになるのは1世紀近く後になるが、その基本は1870年にトーマス・エジソンが発明した Universal Stock Ticker にある。この装置は電信の受信内容を紙テープに文字や数字の形で印字するものである。
最初の電動式タイプライターは1902年、スタンフォードのBlickensderfer Manufacturing Companyが製造した。手動式の同社のタイプライターと同様、タイプアームではなく円筒形のタイプホイールを使っていた。しかし、当時電力系統がまだ標準化されておらず、都市によって交流であったり直流であったりしたため、この電動式は商業的には成功しなかった。1909年、Charles Krum と Howard Krum は初の実用的なテレタイプ装置の特許を申請した。こちらもタイプアームではなくタイプホイールを使っていた。どちらも目新しさはあったが、商売には結びつかなかった。
カンザスシティのジェームズ・フィールズ・スマザーズは1914年、世界初の実用的な電動式タイプライターを発明したとされている。1920年、軍隊勤務を終えて戻ると、販売可能な機種を生み出し、1923年に Northeast Electric Company of Rochester に製品の開発を依頼した。同社は新たなモーターの市場を模索していたため、Smathersのデザインをさらに進歩させ、タイプライター製造業者に売り込める形にした。そして1925年、レミントンがNortheastのモーターを使った電動タイプライターを発売した。
2500台の電動タイプライターを生産した後に、Northeastはレミントンに今後の製造契約を結ぶよう依頼した。しかし、その頃のレミントンは大きな合併が進行しており、レミントンランドへと改組された。新たな経営陣はNrotheastとの契約を望まなかったため、Northeastは自前でタイプライター生産に乗り出し、1929年に最初の機種を発売した。
1928年、ゼネラルモーターズの傘下にあったデルコ・エレクトロニクスがNortheastを買収し、タイプライター事業は Electromatic Typewriters, Inc. としてスピンオフされた。1933年にIBMがこれを買収し、100万ドルかけて電動タイプライターの再設計を行い、1935年に IBM Electric Typewriter Model 01 を発売した。1958年までIBMの売り上げの8%は電動タイプライターによるものであった。
電動タイプライターはキーと印字機構の直接的な機械的接続を不要とした。「電子式」タイプライターとは異なり、電動タイプライターの電気的部品はモーターのみである。従来のタイプライターではキー押下が直接タイプアームを動かしていたが、電動タイプライターではタイプアーム部分をモーターで駆動するようになった。

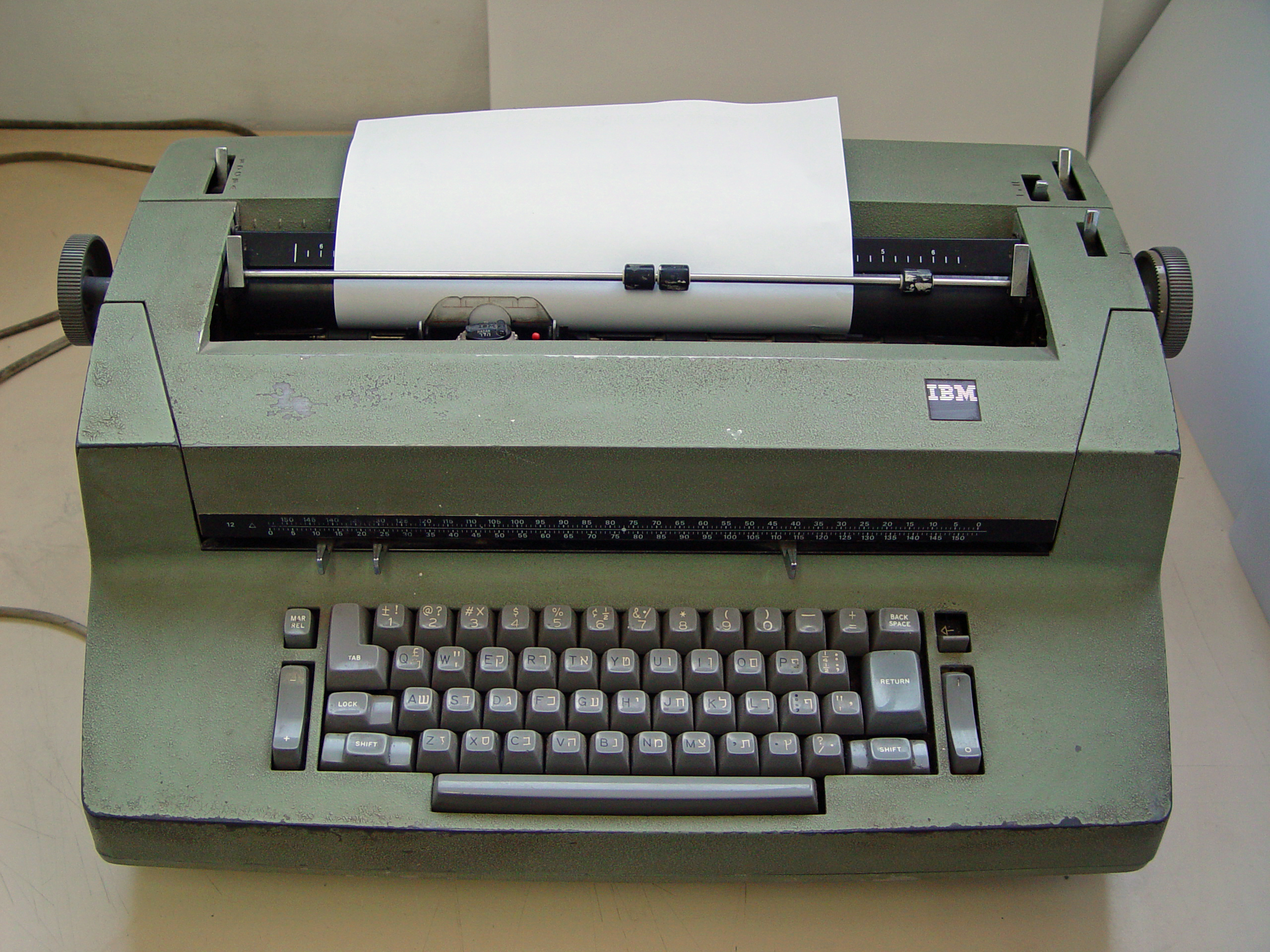
IBM Selectric II （ラテン文字/ヘブライ文字に対応）

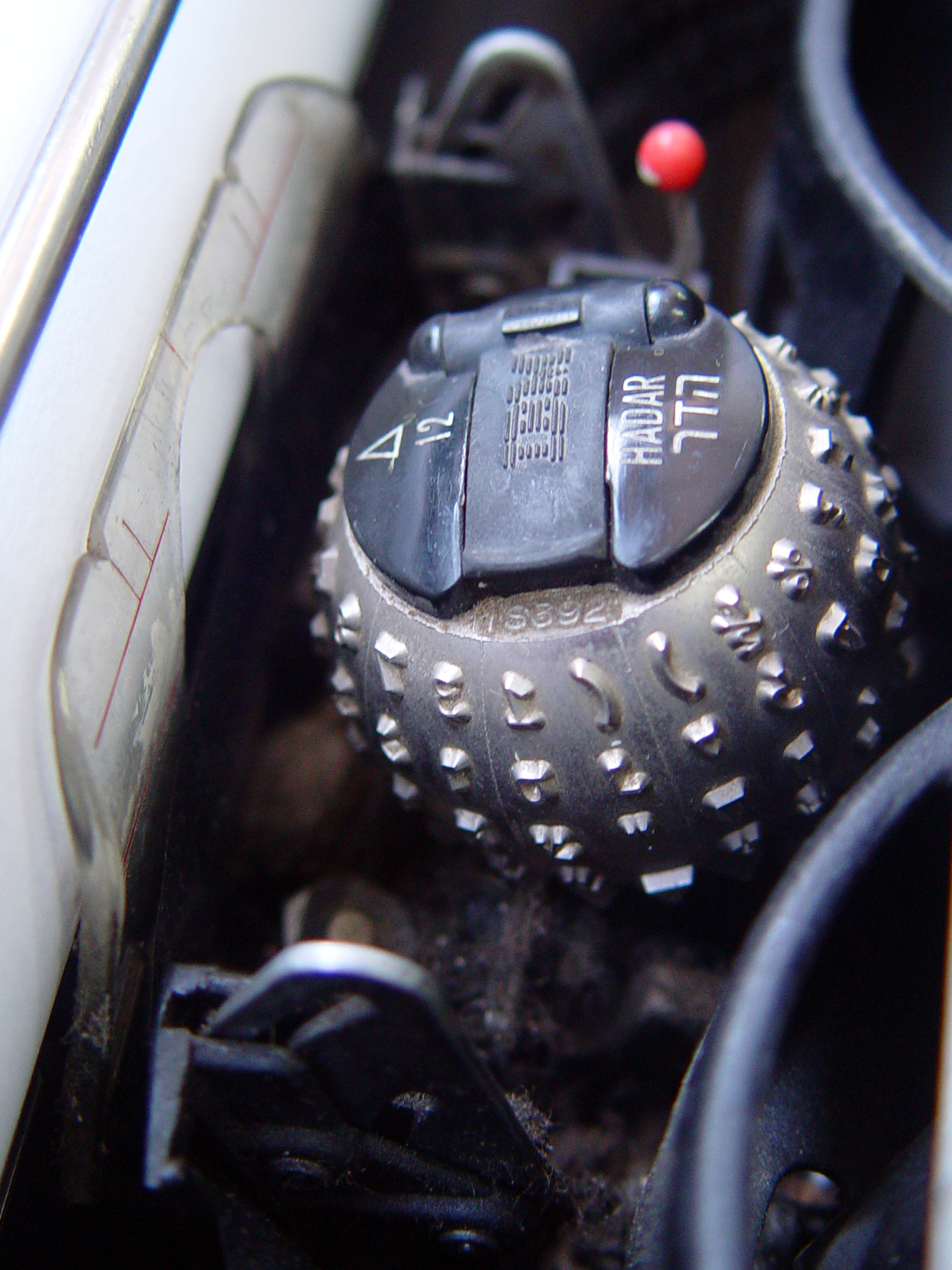
Selectric II のラテン文字/ヘブライ文字対応のタイプボール

IBMとレミントンランドの電動タイプライターがしばらくの間アメリカ市場をリードしていたが、1961年、IBMが IBM Selectric typewriter を発売した。これはタイプアームではなくタイプボールと呼ばれる部品を使っている。タイプボールはゴルフボールを若干大きくした形状で、その表面に活字が並んでいる。Selectricはラッチや金属テープや滑車を使い、タイプボールを回転させて適切な活字が印字位置に来るようにし、それをインクリボンとプラテンに打ち付ける。また、従来は紙を装着したプラテンの側が1文字印字するごとに横にずれていたが、Selectricではタイプボールの方が左右に移動するようになった。
この方式には様々な利点がある。特に複数のキーを同時に押下したときタイプアームが絡まるという問題が起きなくなった。また、1つの文書に複数種類の字体を使えるようになった。この機構は1960年代のコンピュータ端末にも広く採用された。これには次のような利点があった。
- それなりに印字も速く、ジャミング（アームの絡まり）も起きない。
- テレタイプ端末などに比べて印字品質がよい。
- 短く小さい物理的力で印字を起動できる。
- シフトキーによるバスケットの移動が不要となり、力が不要になった。
- 紙を巻きつけるプラテンを左右に動かさなくなったため、連続紙を使いやすくなった。

Selectric を採用したコンピュータ端末として IBM 2741 端末などがある。また、IBM System/360 のコンソールにも同様の機構が使われた。これらは、通常のタイプライターよりも機構の耐久性を高めている。
IBMはまた、レミントンに比べて学校への売り込みを重視していた。これは、生徒達がIBMのタイプライターで学べば、将来社会人になったときにIBMのタイプライターを選ぶであろうとの思惑があった。
その後のIBMは、インクリボンを透明なプラスチックの薄膜のリボンに乾いた粉末を塗布したものに転換した。これは繰り返し使えないが、IBMはさらにカートリッジ式にして交換を容易にした。その副次効果として、使用済みリボンからタイプした内容が容易に読み取れるという問題が生じ、機密文書での使用には問題があった。

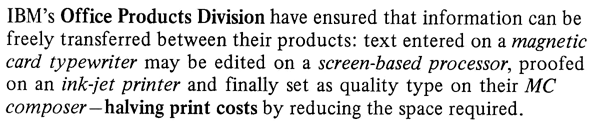
Composer の出力結果。タイプボールを変えることでローマン体、ボールド体、イタリック体が使える。

このために考案されたのが "Correcting Selectrics" である。これは、リボンの前にふき取り用テープを置き、印字済み部分に残った塗料粉末をふき取って、どういう文字を印字したのかわからなくするものである。また、この機種では文字の間隔をタイピングの途中でも変更可能であった。ただし、Selectric はいずれも等幅であり、大文字の "W" からピリオドまで同じ幅で印字されていた。プロポーショナルな印字の可能なタイプアームを使った IBM Executive もあったが、プロポーショナルでないSelectricの方がよく売れていた。実は他にもプロポーショナル印字が可能なものが2機種あった。1つは Selectric Composer で、右端の余白を調整できるなど、タイプライターというよりも組版機械の趣きがある。もう1つはもっと安価な IBM Electronic Typewriter 50 で、余白調整はできない。1970年ごろまでにオフセット印刷が活版印刷に代わって使われはじめ、Composerは組版システムの出力装置として使われるようになった。この場合コンピュータを使ってキーストローク入力を磁気テープに記録し、そこにオペレーターがフォーマット用コマンドを挿入し、その磁気テープをComposerに読み込ませて印字出力を得て、それを写真複製の原版とする。
IBMによる改良の一部は、後に競合他社がより安価な機種で採用した。例えば1970年代のスミス・コロナの電動タイプライターは、交換容易なインクリボン・カートリッジを各種取り揃えていた。同じ頃、複写機の進歩によってカーボンコピーが徐々に不要になっていった。

### 電子式

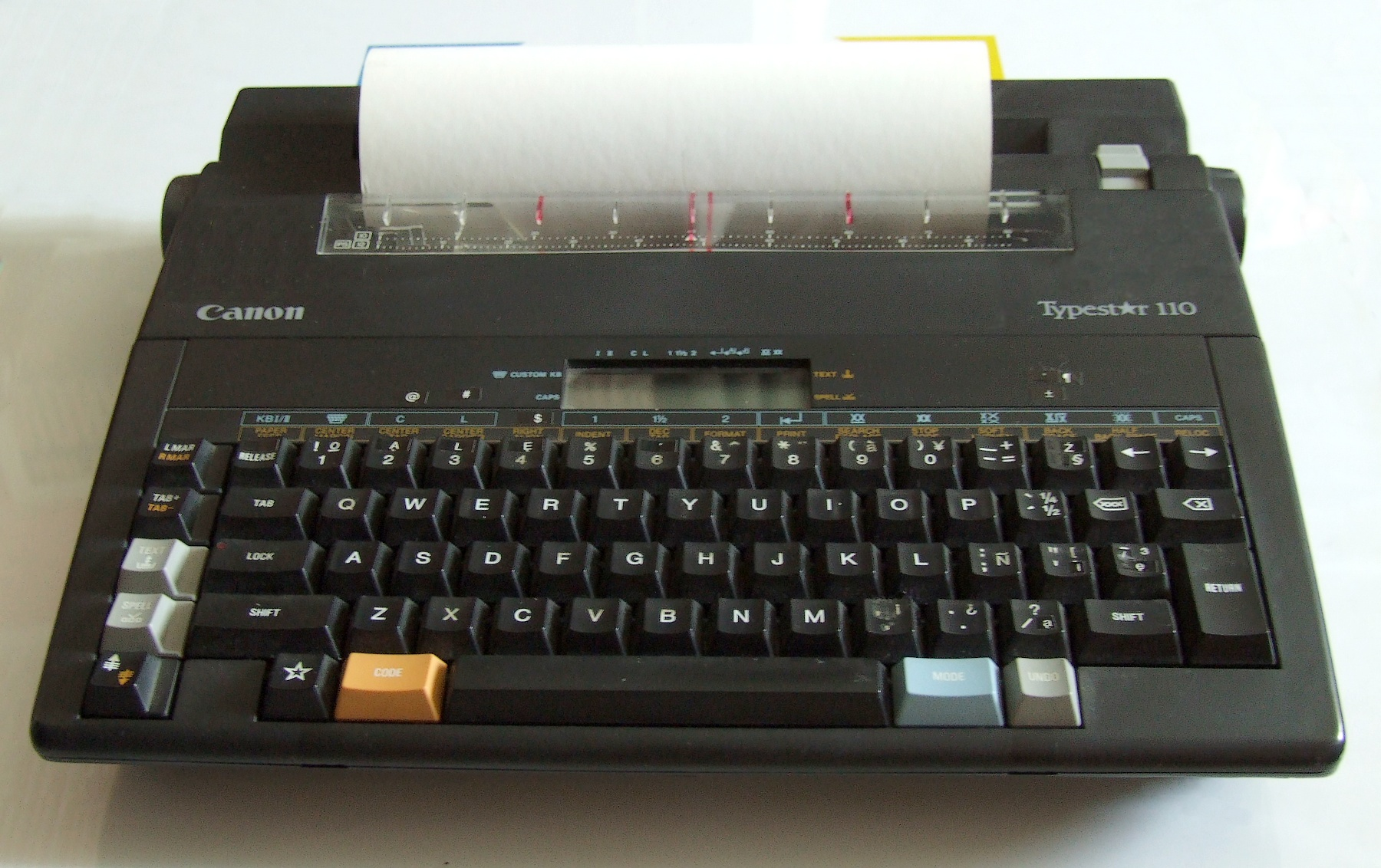
電子式タイプライター - タイプライターの進歩の最終段階。Canon Typestar 110（1989年）

次のタイプライターの進化は「電子式」である。電子式になって、タイプボールから金属またはプラスチック製のデイジーホイール機構が主流となった。デイジーホイールは円盤状で、花びらのような形状の先端に活字が並んでいる。プラスチック製デイジーホイールは金属製より単純で安価であるが、磨耗しやすい。一部の電子式タイプライターはメモリを内蔵し、外部記憶媒体として磁気カードや磁気ディスケットを使え、一種のワードプロセッサと基本的に同じである。Selectricや他の従来機種と異なり、「電子式」は集積回路を使い複数の電子機械部品を使っている。中には「ディスプレイ・タイプライター」と呼ばれるものや「ワードプロセッシング・タイプライター」と呼ばれるものがあり、特に後者はディスプレイが1行しか表示できない小型の機種を指すことが多い。
1990年、売り上げが低下したためIBMはタイプライター部門をレックスマークに売却した。

## 後世への影響

### キーボード配列: "QWERTY" とそれ以外

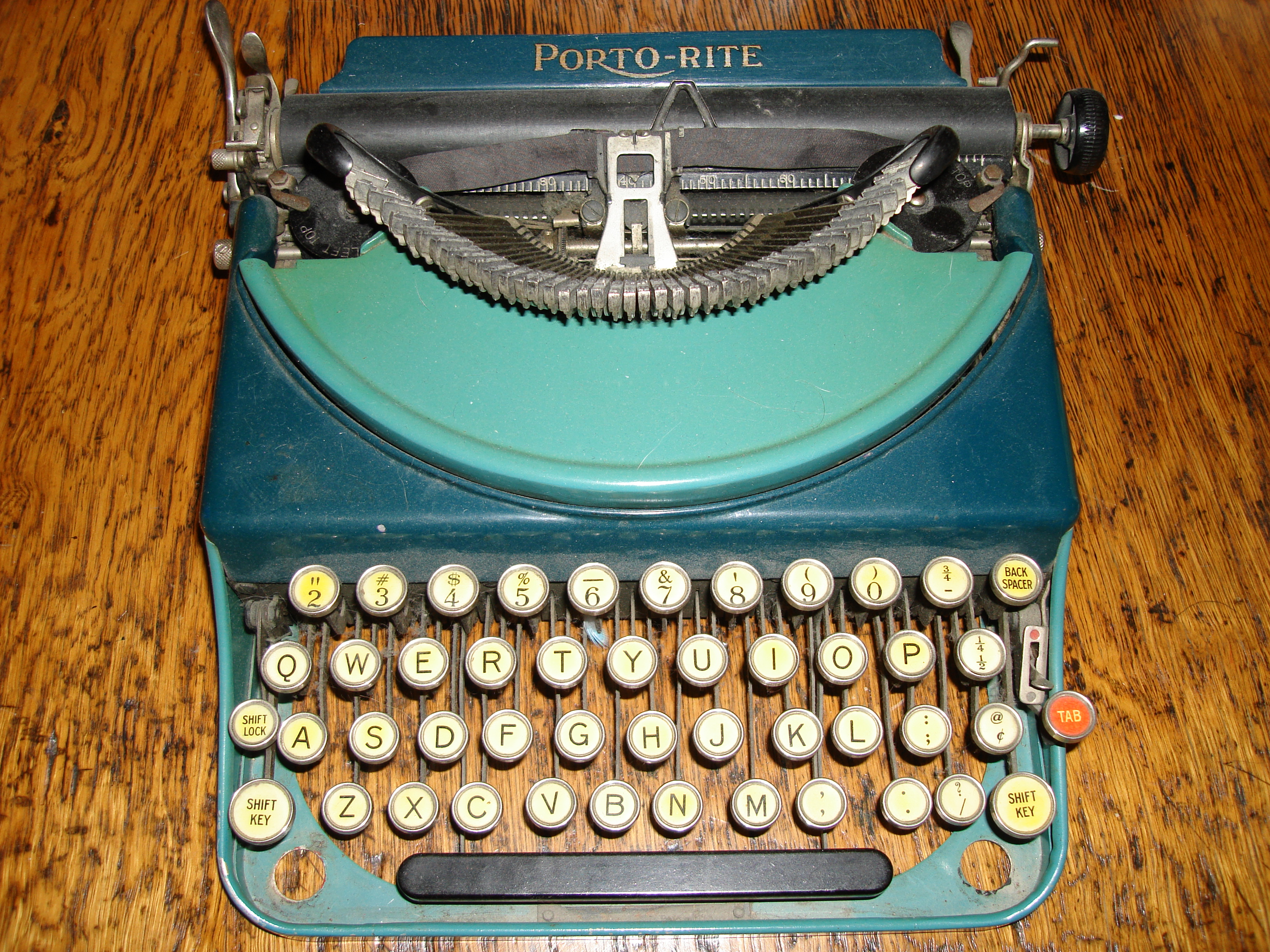
QWERTY配列の手動式タイプライター

現在のコンピュータのキーボードのキーの位置が行ごとに少しずつずれているのは、手動式タイプライターの名残である。
1874年のショールズらのタイプライターで、QWERTY配列が確立した。ショールズが仲間と共にタイプライターを開発しているとき、様々なキー配列を試したと思われるが、それについての文書はほとんど残っていない。QWERTY配列のホームポジションの行にはほぼアルファベット順の並び (a-s-d-f-g-h-j-k-l) があることから、出発点はアルファベット順のキー配置であったと考えられている。QWERTY配列は英語用タイプライターやコンピュータ用キーボードのデファクトスタンダードとなった。ラテン文字を使用している他の言語は、QWERTY配列をアレンジしたものを使う場合がある。たとえば、フランス語のAZERTY配列、イタリア語のQZERTY配列、ポルトガル語のHCESAR配列、ドイツ語のQWERTZ配列などである。
さらなる効率を求め、Dvorak配列のような全く異なる配列も提案されてきたが、QWERTY配列を代替するには至っていない。

### QWERTY配列についての諸説
QWERTY配列は、英語によく出てくる単語でも複数の行を打つ必要があり、考えられる最高の効率的配列というわけではない。手動式タイプライターでは、活字アームが完全に戻ってから次のキーを打たないと、アームが互いに絡み合って故障する（アーム絡み）。現在の最も一般的なキーボード配列であるQWERTY配列に関する巷説で、打鍵速度を落として故障を防ぐための配列が考え出されたと言われることがある。また、他にはタイプライターのセールスマンが、顧客に対して簡単に美しく「typewriter」という単語の打鍵を披露できるようにしたものであるとも言われる（qwerty配列では「typewriter」という文字は横一列に並んでいる）。QWERTY配列の最もそれらしい説明としては、続けて打つことが多い文字のアームを遠くに離すことで、内部の機械の故障を起こしにくくしたという説がある。
これらの巷説に対し、京都大学の安岡孝一と京都外国語大学の安岡素子は『キーボード配列　QWERTYの謎』40-41・162頁において、「英語の連続する二文字で最も頻度が高いのは「th」であるにもかかわらず、TとHはQWERTY配列（のキーボード上でのキーの距離）では離れていない」「英語の連続する二文字のうち、最も使用頻度が高い「th」に関しては、確かに『ショールズ・アンド・グリデン・タイプ・ライター』において、「T」と「H」の活字棒はほぼ対角線上に位置している。しかし、その次に使用頻度が高い「er」+「re」に関しては、活字棒はほとんど隣り合わせに配置されている」「当時の商標は『Sholes & Glidden Type-Writer』なのに、SholesもGliddenも一つの段で打つことはできない。Type-Writerにしてもハイフンを含んでおり、ハイフンが同じ段にない以上、この説はナンセンスと言わざるをえない」と反論している。しかし、TとHのタイプバーの距離（タイプバスケット上では離れていた）に関しての問題にキーボード上でのキーの距離を持ち出すことや、当時の実機の銘板には「TYPE WRITER」の文字のみが独立して「Sholes」や「Glidden」とは別に記載されていること、また「TYPE」と「WRITER」の文字の間にハイフンを含んでいないこと（1874年1876年）は考慮されていない。

### キーの省略

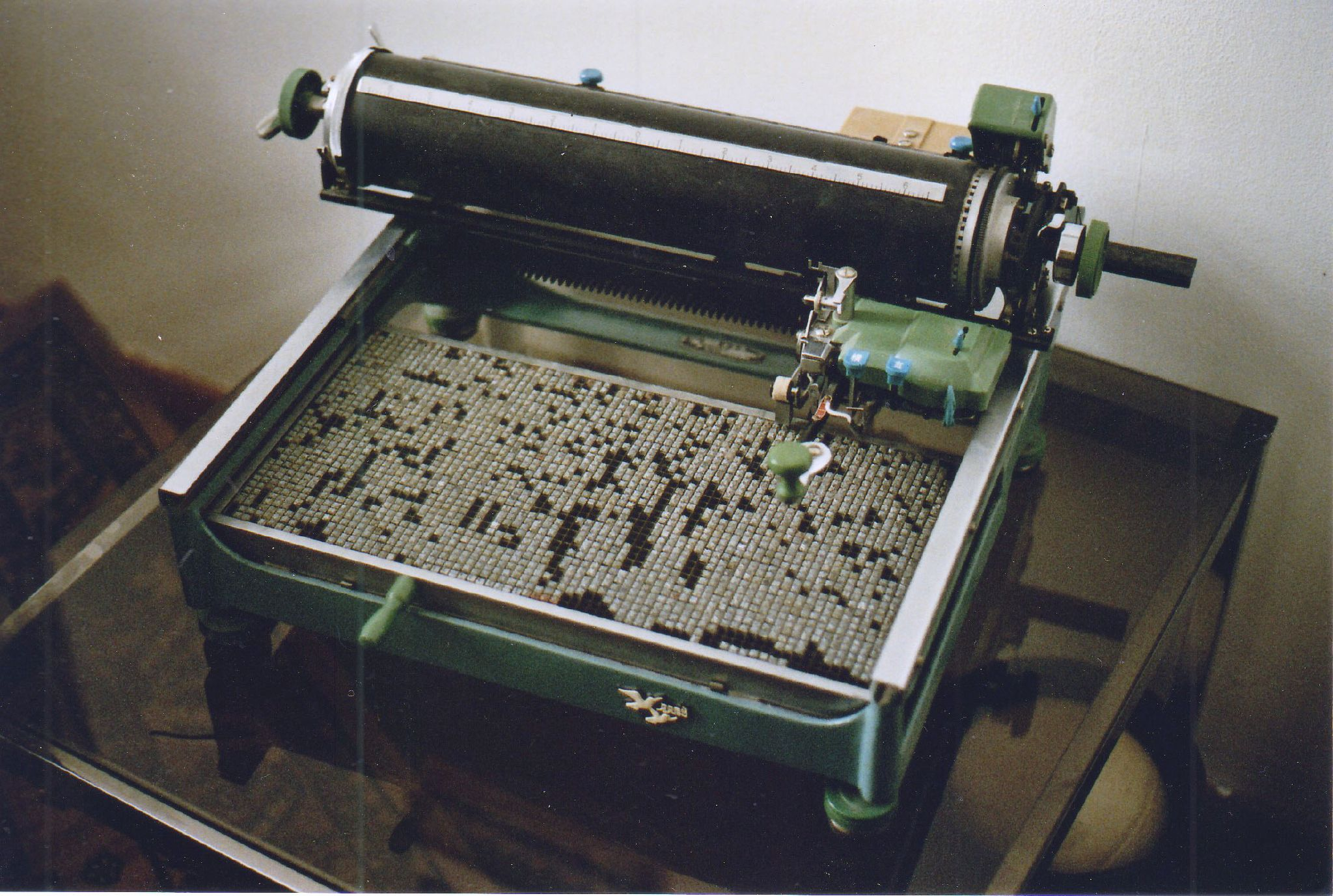
Shuangge 製の中国語タイプライター。2,450個のキーがある。

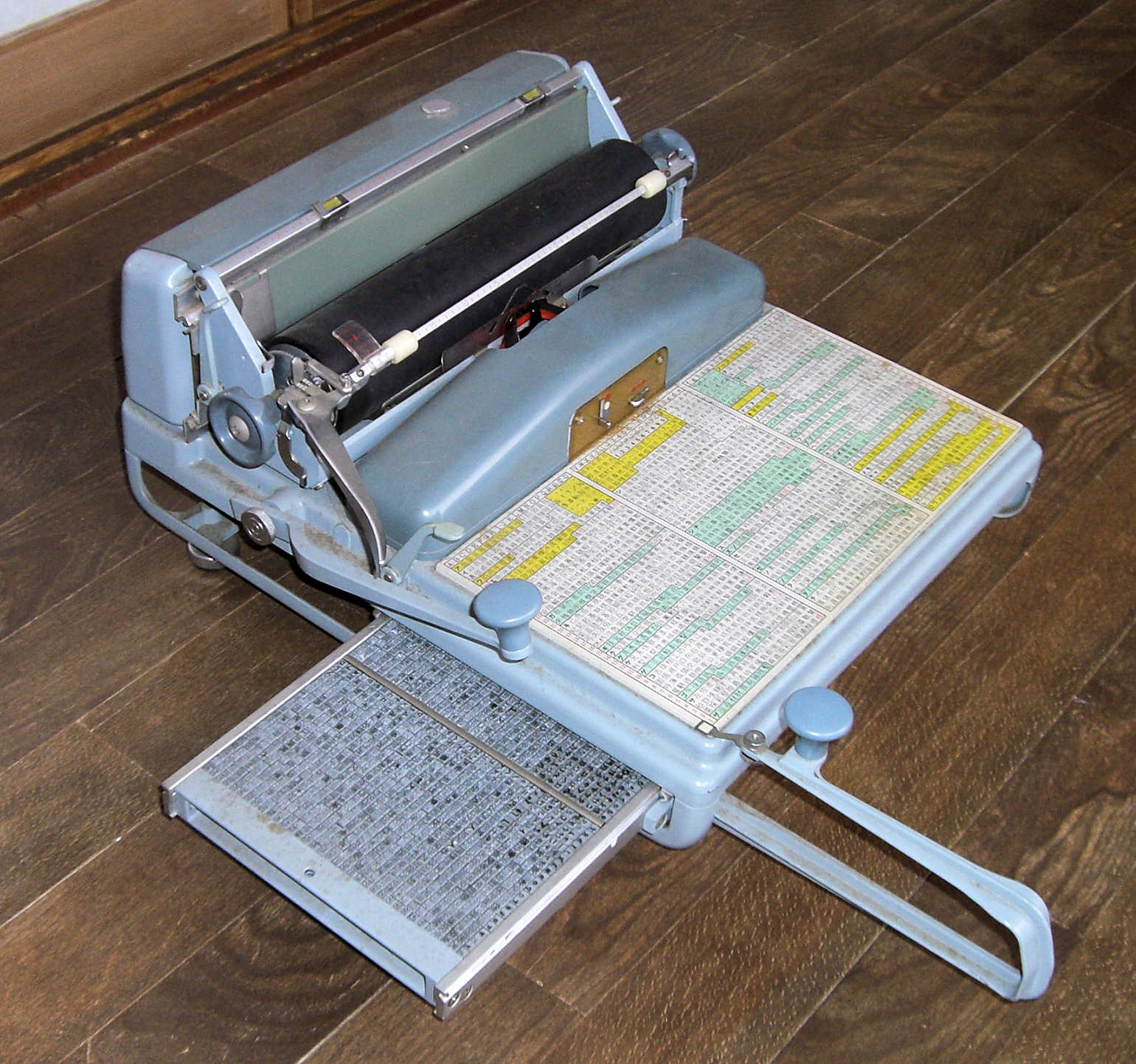
和文タイプライター

古いタイプライターでは、内部機構の簡易化やコストダウンのため、特定のキーが省かれているものがある。この場合は字体の似た他の字（ホモグリフ）を代用として充てて打鍵する。例として、数字の「1」を小文字の「l」（エル）・同じく数字の「0」を大文字の「O」（オー）で代用する、などである。また、バックスペースを使い、2つの文字を同じ位置に印字してキーが存在しない文字を印字する手法も存在した（感嘆符をアポストロフィーとピリオドで代替するなど）。また、スペースバーを押下したままにすると、文字送りがされず、同じ位置に複数の文字を打てる機構も存在した。

### 言語による配列の違い
ラテン文字以外のキーボード配列では、QWERTYは全く関係ない。キリル文字のキー配列では、ロシア語によくある文字の並び ыва、про、ить がキー配列上並んでいる。このために3本の指をローリングさせるように動かすことで打てる。
中国語や日本語などの東アジア言語用のタイプライターには、数千の文字を打つ機構が必要である。これらの操作は簡単ではないが、1980年代にワードプロセッサが登場するまで、プロのタイピストがそういったタイプライターを操作していた。

### コンピュータ関連への影響
タイプライター関連の用語は、現代でも使われているものがある。以下に例を示す。
バックスペース
カーソルを通常とは反対方向に動かすキーストローク。タイプライターでは、プラテンをスペースキーと逆方向に動かす。
カーボンコピー
これの略称 "CC" は電子メールのコピー送信先を意味する。「CC」では全ての配信先が受信者全てに開示される。本人の他には誰が受けたかを分からなくするのが「BCC」（ブラインド・カーボン・コピー）。
キャリッジ・リターン (Carriage return, CR)
行の終わりを示し、次の行の先頭への復帰を示す。
カーソル
タイプライターでは、次の文字が印字される位置を示す縦線。コンピュータでは、次の文字が表示される位置を示すマーカーである。
改行 (line feed, LF)
カーソルを次の行に移動させること。タイプライターでは、プラテンを回転させて次の行に送る。
シフト
大文字などキーの上に書かれている文字をタイプするための修飾キーの1つ。タイプライターでは、キャリッジ機構全体を上下にシフトさせ、タイプアーム上の別の活字を印字させる機構であった。シフトキーには上向きの矢印が書かれているものがあるが、これはキャリッジ機構をシフトすることを表し、タイプライターの名残。
タブキー
Tabulate KeyのことでTabulateとは作表の意味。タブキーを押下することであらかじめ決められた文字数分キャリッジが移動する。この機構により使用者が手作業でキャリッジを移動させる手間が省かれ、作表が容易となった。
tty (teletypewriter)
Unix系OSの「端末」デバイス名を表示するコマンド。

## 利用者

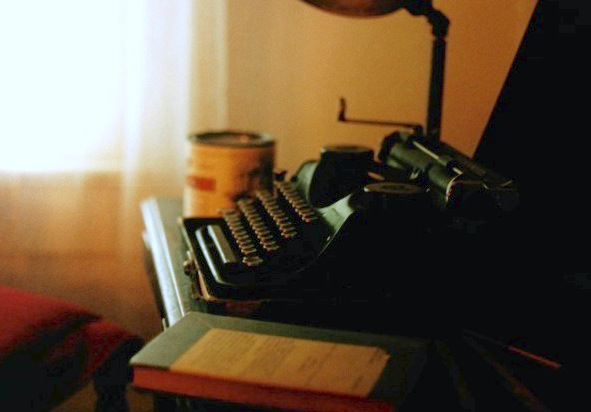
ウィリアム・フォークナーの書斎にある愛用のアンダーウッド製 Universal Portable。フォークナーの自宅であった Rowan Oak はミシシッピ大学が博物館として保存している。

当初は事務用機器であったが、個人用タイプライターの登場により、著述家なども使うようになった。
哲学者フリードリヒ・ニーチェは、偏頭痛と失明の初期症状への対策としてタイプライターを使った。
マーク・トウェインは自伝の中で、『トム・ソーヤーの冒険』（1876年）の出版社に渡した原稿はタイプライターで打ったもので、自身をタイプライターを使った世界初の小説家と称している。しかし、タイプライター収集家で歴史家の Darryl Rehr はトウェインの記憶が間違っているとし、タイプライター原稿を出版社に送ったのは『ミシシッピの生活』（1883年）が最初であると指摘している。
ヘンリー・ジェイムズは、口述してタイピストにタイピングさせていた。
E・E・カミングスは、タイプライターの詩的効果を狙い、意図的に使った最初の詩人である。
ウィリアム・S・バロウズの小説についてのザ・ニューヨーカーの書評によると、「彼が 'Soft Typewriter' と呼ぶ機械は我々の生活を書き、本を書き、実在させる」という信念がしばしば小説に表れている。『裸のランチ』の映画版では、彼のタイプライターは生きていて虫のような姿をしており、彼に本を読み聞かせる。この 'Soft Typewriter' に着想を得た映画として『主人公は僕だった』もある。
アーネスト・ヘミングウェイは立った状態でタイプライターを使って本を執筆した。彼の使っていたロイヤル社製タイプライターは、晩年をすごしたハバナの Finca Vigia に保存されている。
ジャック・ケルアックは1分間に100語を打てるほどタイピングが速く、『路上』を打つ際にもロール状の紙を使い、紙の入れ替えでタイピングが中断されないようにしていた。中には36メートルにも及ぶものもあった。この紙は食器棚におく棚紙であるとする説、ファックス用のロール紙という説、製図用の紙を張り合わせたものであったという説がある。同時代のタイピングの速い作家としてはリチャード・ブローディガンがいる。彼は、前もって詳細にプロットを考え、1分間に90語から100語の速度でそれをタイプしたと語っている。
トム・ロビンズは Still Life with Woodpecker を書くためにタイプライターを購入したが、それが詩を書く道具としては複雑すぎ、冷淡すぎると感じて、タイプライターを捨てた。
レナード・コーエンは小説『嘆きの壁』を書き上げた後、タイプライターをエーゲ海に捨てたと言われている。
ウィリアム・ギブスンは、機械式タイプライターで『ニューロマンサー』を書き上げ、『カウント・ゼロ』の途中まで同じタイプライターで書いていたが、故障して部品が手に入らないという事態が発生し、仕方なく Apple IIc に乗り換えた。セオドア・カジンスキーは、いわゆる「ユナボマー・マニフェスト」を機械式タイプライターで書いた。

### 収集
タイプライターは実用品として利用されることは減ったが、現代では骨董的な価値が見出され収集家も多数存在する。
俳優のトム・ハンクスはタイプライターの収集を趣味としており、新型コロナウイルス感染症（COVID-19）により隔離対象となった際にはスミス・コロナのタイプライターを持参した。

## 日本におけるタイプライター

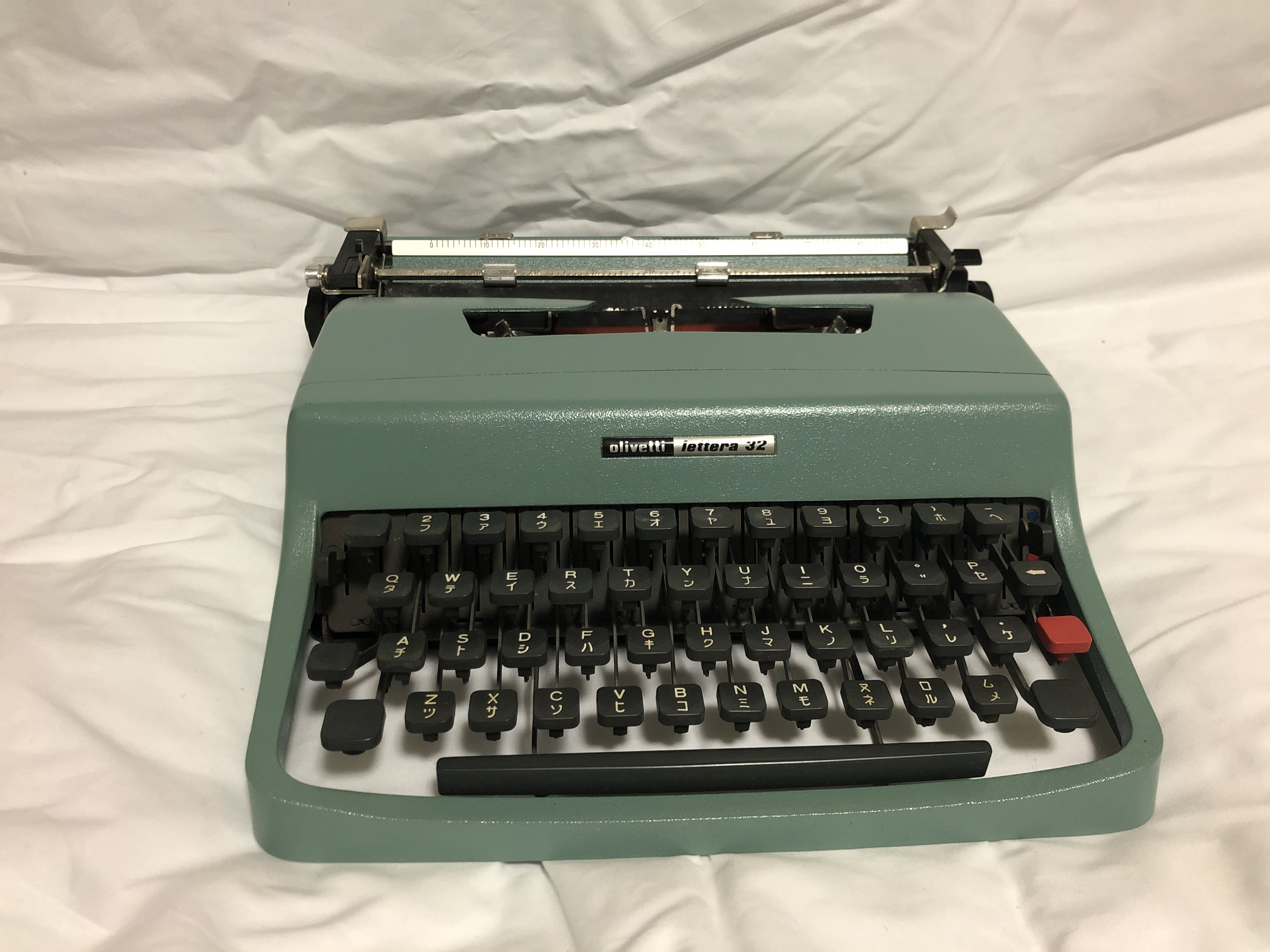
日本語用の仮名タイプライター(olivetti lettera 32)

日本では欧文タイプライターは、ローマ字でしか日本語の印字ができないこともあり、欧文ビジネス文書を頻繁に作成する事業所や、日本語ローマ字表記の使用に踏み切った事業所以外では用いられなかった。カタカナの印字を可能にした「カナタイプライター」も存在したが、ひらがなや漢字の印字には対応できず、逆に漢字を打てるようにした「和文タイプライター」はその入力文字種の多さから入力が煩雑すぎ、タイプライターはあまり普及せず、長らく手書きとガリ版が多用されていた。
1970年代終わりに欧文ワードプロセッサの機能に「かな漢字変換」機能を加えた「日本語ワードプロセッサ（ワープロ）」が登場した。1980年代以降、エレクトロニクス技術の進展によりメモリや文章を表示できる液晶画面を備えた実用レベルの低価格製品が徐々に発売された。
当初は、せいぜい1～2行程度しか記憶・編集できないようなものから始まったが、画面上で文章の編集や修正をした上で印字できる機械が登場する。印刷品質でもやがて追いつくと、タイプライターの優位は無くなり、販売数は激減していった。
1990年代以降になると、PCの画面上でワープロソフトで多数の頁をまとめて作成しておいて、プリンターで一気にまとめて印字するやり方に移っていき、1990年代後半から2000年代初頭にはタイプライターそしてワープロは店舗から消えていった。

## 朝鮮半島におけるタイプライター
日本統治時代にタイプライターが導入され、その当時日本で主流で、漢字文化圏におけるタイプライターの共通語でもある「打字機」の名称で親しまれ、日本本国では戦後からタイプライターと呼ばれるようになった反面、朝鮮半島では現在も打字機（타자기）の名称で親しまれている。その副産物としてハングルキーボードの原型である「ハングル打字機」が開発され、大韓民国（韓国）および朝鮮民主主義人民共和国（北朝鮮）になった後も用いられていた。
ハングル打字機はハングルしか打てないことや、英文タイプライターと同じ感覚で打てることもあり、朝鮮中で社会現象となり、当時子供向け文章のみに用いられていたハングル単独文がその当時の朝鮮語文で主流であった漢字ハングル混じり文に取って変わるほど普及し、北朝鮮の文化語は漢字そのものを廃止するまでに至った。韓国語でもハングル単独文が主流であるが、報道略語などの極僅かな場面で漢字が用いられる事がある。

## タイプライターが登場する作品

### 音楽
- フランスの作曲家エリック・サティはバレエ音楽『パラード』（1916年）の中でタイプライターを楽器として使用した。
- 作曲家ルロイ・アンダーソンは、『タイプライター』（1950年）というタイプライターを使った曲を書いており、アメリカでは多数のラジオ番組のテーマ曲として使われていた。
- ドリー・パートンの曲『9時から5時まで』では、打楽器としてタイプライターの音を使っている。
- ピューリッツァー賞を受賞したミュージカル喜劇『ハウ・トゥー・サクシード』（作詞・作曲はフランク・レッサー）は大企業の内情を皮肉った楽曲であるが、その中でタイプライター音を使った曲 A Secretary is Not a Toy がある。
- トム・トム・クラブは1981年のシングル Wordy Rappinghood の序奏にタイプライターのキーをカタカタ叩く音を使った。
- ブライアン・イーノのアルバム『テイキング・タイガー・マウンテン』の中の China My China という曲ではタイプライターが打楽器として使用されている[21]。
- 様々な楽器を演奏する作曲家ヤン・ティルセンは、タイプライターを打楽器としてよく使っている。例えば、1996年のアルバム Rue des Cascades の中の "Pas si simple" など。
- パール・ジャムの2000年のアルバム『バイノーラル』の隠しトラックにある 'Writer's Block' では、エディ・ヴェダーがタイプライターのキーを何度も叩く音が入っている。
- 同じくパール・ジャムの2009年のアルバム『バックスペイサー』は、そのタイトルがタイプライターのバックスペース・キーに由来する。
- トーマス・ドルビーは、アルバム The Flat Earth の中の曲 Dissidents でタイプライター音を使っている。

### 映画
- 『大統領の陰謀』（1976年）では、タイプライターを打つ騒々しい音で新聞社の編集室が満たされている様子が描かれている。
- 『白と黒のナイフ』（1985年）では、スミス・コロナのタイプライターの "t" が上にずれていることが殺人犯を発見する際に大きな役目を果たす。
- 『未来世紀ブラジル』（1985年）では、タイプライターが頻繁に登場する。
- 『ミザリー』（1990年）では、ロイヤル社のタイプライターが使われていた。
- デヴィッド・クローネンバーグの『裸のランチ』（1991年、原作ウィリアム・S・バロウズ）では、タイプライターが怪物に変身する。
- 『つぐない』（2007年）では、タイプライターが物語上もサウンドトラックでも重要な役割を果たす。
- 『タイピスト!』（2012年）では、タイプライター早打ち世界大会での優勝を目指す様子が描かれている。
- 『ヒトラー 〜最期の12日間〜』（2004年）自殺の際に遺言書の記入に使用されていた。

### テレビ
- スティーブン・J・キャネルは自身のプロダクションのロゴ（動画）に、自分が机に向かってタイプしている姿を使っている。最後にはタイプライターから紙を取り出し、放り投げる。投げた紙がアニメーションで変化し、最終的にプロダクションのロゴマークになる。
- 『ジェシカおばさんの事件簿』では、アンジェラ・ランズベリー演じるジェシカ・フレッチャーがタイプライターに向かってミステリー小説を執筆する姿がしばしば描かれている。
- 『NCIS 〜ネイビー犯罪捜査班』では、マクギーはタイプライターで本を執筆した。その本のファンがマクギーの出したゴミを漁って彼のタイプライターのインクリボンを探そうとしたことがきっかけとなり、2人の人間が殺されるというエピソードがある。
- 『仮面ライダーW』では、偶数話の最後にて左翔太郎が依頼の報告書を作る際に使用している。
- 『37階の男』では、主人公、神振太郎はハードボイルドを専門とする日本人作家であるが、原稿の執筆にはカナタイプライターを使用していた。打ち出された原稿は、女性秘書が仮名漢字混じり文として四百字詰め原稿用紙に清書して編集者にわたされた。

### ゲーム
- 『バイオハザードシリーズ』では、ステージ上に点在し、セーブポイントに見立てたタイプライターを使ってゲームセーブを行う仕様である。セーブするには消耗品であるインクリボンを所持する必要があり、セーブする度にインクリボンが1個減る仕組み。

### アニメ
- 『灼眼のシャナII（Second）』では、シャナ（炎髪灼眼の討ち手）のお目付け役であるヴィルヘルミナ・カルメルが、有事の際にタイプライターを使用している場面がある。
- 『ヴァイオレット・エヴァーガーデン』では、タイプライターで手紙を代筆する仕事が作品のテーマとなっている。
- 『ルパン三世』TVアニメ版の多くでは、冒頭付近でタイプライターでサブタイトルを打つ様な演出が常用されている。ただし、音や印字速度は手動ハンマー式風であるが、漢字・仮名他が入り混じった日本語文で、通常の手動ハンマー式タイプライターではあり得ない物となっている。
- 『紅の豚』では冒頭の背景説明を10言語[22]の字幕で表示しているが、日本テレビ放送網のマスコットキャラクターである『なんだろう』をカーソルに模したタイプライターで描写される演出となっている。

## 法科学的識別
タイプライターの製造元と機種を特定することは法科学における文書鑑定の一部である。機械部品の公差により、個々のタイプライターには文字ごとに位置がずれたり、かすれたりといった指紋のような差異が生じる。それを利用して、タイプされた文書がどのタイプライターで打たれたものかを鑑定することが可能である。インクリボンも同様に解析可能である。
レオポルドとローブの事件やアルジャー・ヒスの事件でタイプライターの分析が行われた。東側諸国ではタイプライター（および、印刷機、複写機、プリンター）は統制されたテクノロジーで、秘密警察が個々のタイプライターとその所有者を把握していた。ソビエト連邦では、タイプライターはKGB配下の First Department の管轄であった。これは、反体制者や地下出版者にとっては大きな危険をもたらした。

## ギャラリー

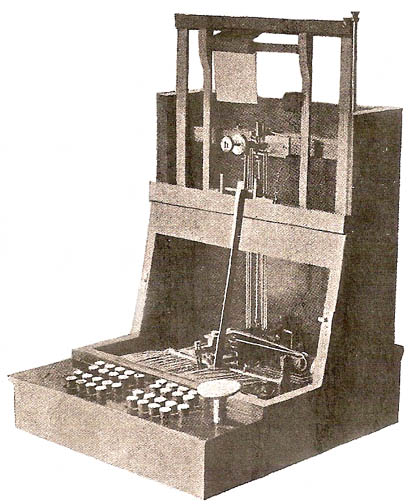
Pterotype、John Pratt の1865年のタイプライター
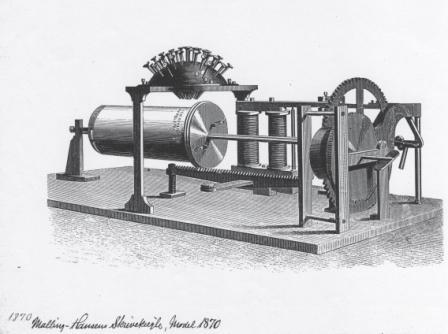
ハンセンのライティングボール（英語版）、1865年発明。この機種は1870年から
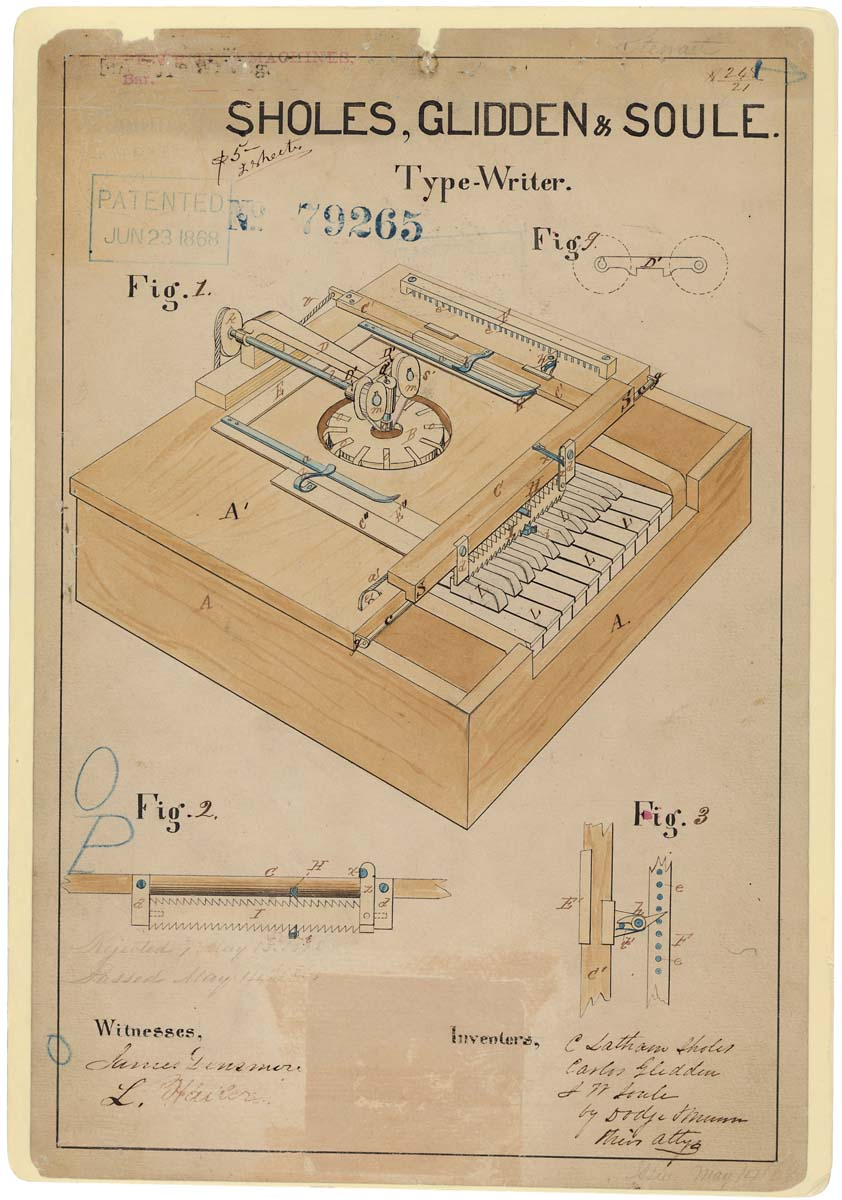
1868年に申請したショールズらの特許の図
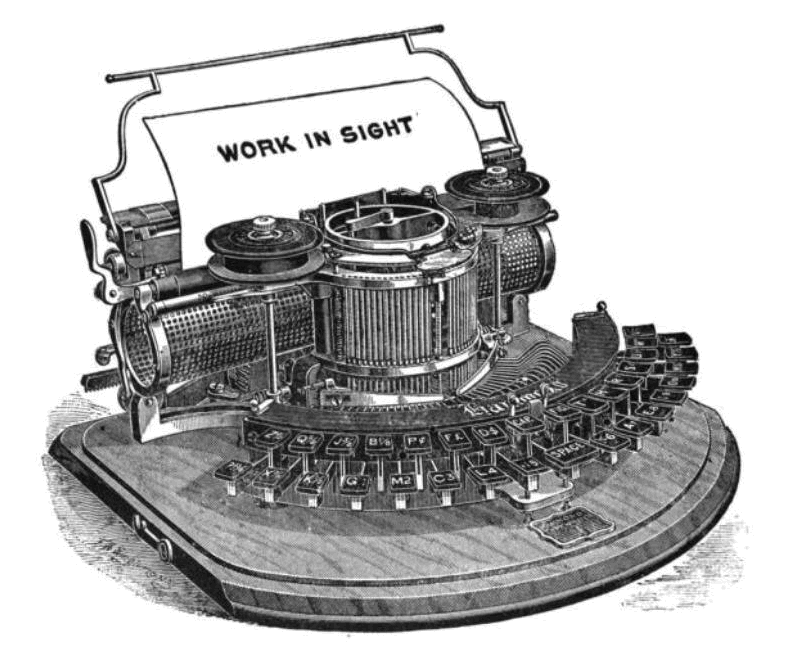
Hammond 1B 型タイプライター（1870年代に発明され、1881年製造開始）
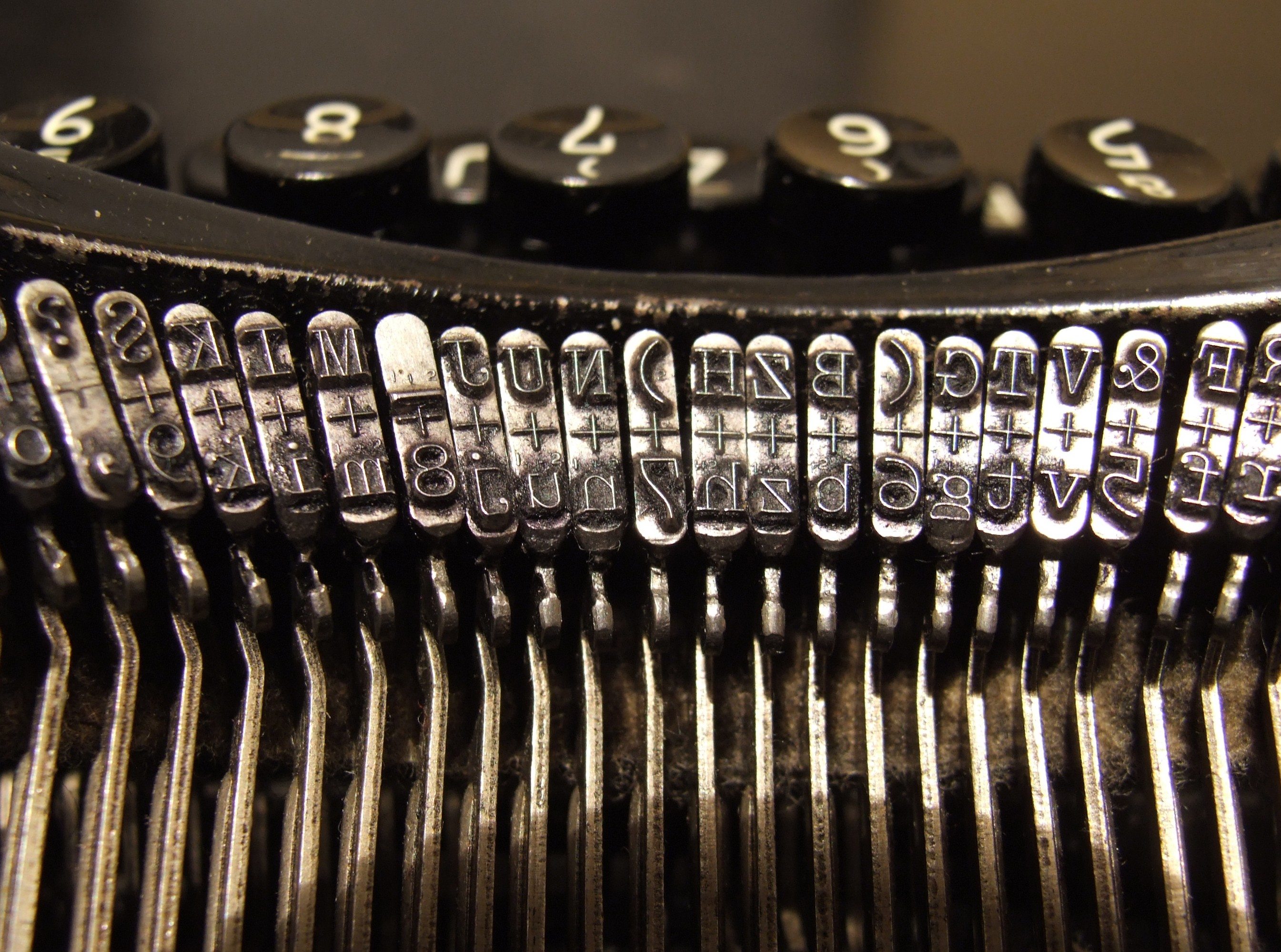
1920年代のタイプライターのタイプアーム部

## 主な製造会社

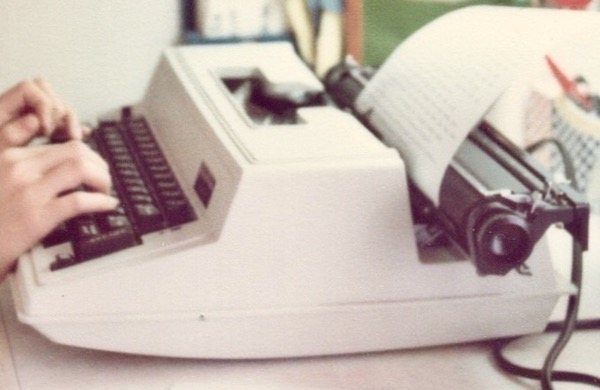
丸善製の電動タイプライター（1979年撮影）

- オリベッティ（OLIVETTI）（イタリア）
- シルバー精工株式会社 （SILVER REED）（東京都）
- スミス・コロナ（SMITH CORONA）（アメリカ合衆国）
- トライアンフ（TRIUMPH）（ドイツ）- ドイツの同名の下着メーカーは無関係。
- 中島オールプリシジョン株式会社（NAKAJIMA ALL）（長野県）
- ブラザー工業株式会社（brother）（愛知県）
- レミントンランド（Remington Rand）（アメリカ合衆国）
- IBM（アメリカ合衆国）
- オリンピア（OLYMPIA）（ドイツ）
- キヤノン （Canon）（東京都）
- アンダーウッド（underwood）（アメリカ合衆国）
- 丸善（MARUZEN）（東京都）
- プラス（PLUS）（東京都）
- ロイヤル（ROYAL）（アメリカ合衆国）
- ヘルメス（HERMES）
- インペリアル（IMPERIAL）
- ズブロヨフカ・ブルノ（Zbrojovka Brno）（チェコ）

### 特許
- アメリカ合衆国特許第 79,265号 -- Type Writer Machine
- アメリカ合衆国特許第 349,026号 -- typewriter ribbon, by George K. Anderson of Memphis, Tennessee.